# ファカラバ空港
ファカラバ空港（ファカラバくうこう、フランス語: Aérodrome de Fakarava、英語: Fakarava Airport）とは、フランス領ポリネシア、ファカラヴァ環礁にある空港である。

## 就航路線
- タヒチ
- マニヒ